# Telbank
Bankowe Przedsiębiorstwo Telekomunikacyjne „Telbank” S.A. – przedsiębiorstwo utworzone w Warszawie jako spółka akcyjna, istniejąca w latach 1992–2004. Zajmowała się usługami telekomunikacyjnymi dla sektora bankowego.

## Historia
Spółka została powołana w 1992 przez Narodowy Bank Polski, posiadający 74% akcji, oraz kilka polskich banków komercyjnych – Bank Rozwoju Eksportu, Bank Śląski, Pekao SA, Bank Zachodni, Bank Gospodarki Żywnościowej, BIG, Bank Gdański, Bank Przemysłowo-Handlowy, Powszechny Bank Kredytowy, Bank Handlowy w Warszawie, Wielkopolski Bank Kredytowy, Wschodni Bank Cukrownictwa, Bank Cukrownictwa – i Związek Banków Polskich. Była jednym z kluczowych instrumentów infrastruktury sektora bankowego, zapewniając wydzieloną sieć telekomunikacyjną dla rozliczeń elektronicznych. Wspierała rozliczenia realizowane m.in. przez Krajową Izbę Rozliczeniową (system Elixir), Narodowy Bank Polski (system SORBNET), Krajowy Depozyt Papierów Wartościowych, a także rozliczenia międzyoddziałowe wielu banków. Sieć zapewniana przez spółkę stanowiła również platformę dostępu banków do systemów teleinformatycznych, m.in. SWIFT, Reuters, Telerate, Biura Informacji Kredytowej, Międzybankowej Informacji Gospodarczej - Dokumenty Zastrzeżone.
W 1996 spółka była współzałożycielem Polkomtela, operatora sieci Plus GSM, posiadając 0,5% akcji spółki.
W 2002 rozpoczął się proces sprzedaży akcji spółki przez NBP i banki komercyjne reprezentowane przez BRE Bank z uwagi na ograniczenia nakładane na bank centralny przez ustawę o NBP. W myśl przepisów bank nie mógł być akcjonariuszem podmiotów komercyjnych. 
W 2003 100% akcji spółki zostało zakupione przez Tel-Energo SA z grupy kapitałowej Polskich Sieci Elektroenergetycznych. W 2004 Telbank SA został połączony z Tel-Energo SA. W wyniku tej fuzji powstała spółka Exatel.